# Masarykova chata na Beskydě

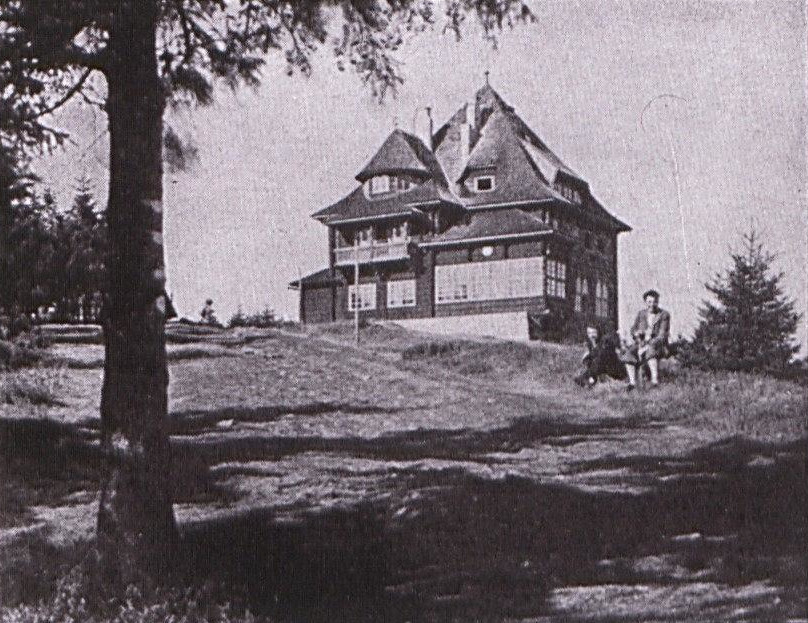
Pierwotna bryła schroniska (przed 1935)

Masarykova chata na Beskydě – obiekt noclegowy (górskie schronisko turystyczne) położone w Beskidzie Morawsko-Śląskim w Czechach. Budynek położony jest na wysokości 890 m n.p.m., na północnym stoku szczytu Beskydu (900 m n.p.m.), w granicach administracyjnych Bílej.

## Historia
Pierwsze schronisko turystyczne w tym miejscu otwarto w 1924 roku staraniem ostrawskiego oddziału Klubu Czeskich Turystów. Obiekt, wybudowany według projektu architekta Jaro Čečmáka był prowadzony wspólnie z Pohorską jednotą „Radhošť”. Budynek przetrwał lata II wojny światowej, został jednak zniszczony wskutek pożaru, jaki wybuchł w dniu 7 marca 1952 roku (do dziś zachowały się ruiny przyziemia chaty).
W latach 70. XX wieku chatę odbudowano, jednak już nie w tym samym miejscu. W latach 2010–2014 nowy właściciel obiektu doprowadził do jego rozbudowy i modernizacji, ponownie przywracając do ruchu turystycznego. We wrześniu 2014 roku KČT obchodziło 90-lecie istnienia schroniska.

## Warunki
Obiekt oferuje 31 miejsc noclegowych w pokojach 4 i 5 osobowych z umywalkami. Węzeł sanitarny znajduje się na korytarzu. W budynku znajduje się również restauracja.

## Szlaki turystyczne
- Bílý Kříž (905 m n.p.m.) – Chata Sulov – Chata Doroťanka – Konečna – Bobek (871 m n.p.m.) – Korytové (882 m n.p.m.) – Chata Kmínek (SK) – Masarykova chata – Bumbálka (droga nr 35)